# جسیکا پلکا
جسیکا پُلکا یک بیوشیمیدان و مدیر اجرایی ASAPbio (مؤسسه تسریع علم و انتشارات در زیست‌شناسی) است، یک ابتکار غیرانتفاعی که نوآوری و شفافیت را از طریق پری‌پرینت و بازبینی همتا باز ترویج می‌دهد. او یکی از برگزارکنندگان جلسه اخیر آن‌ها دربارهٔ ارتباطات علمی بود.

## تحصیلات
پُلکا در سال ۲۰۰۷ لیسانس زیست‌شناسی خود را از دانشگاه کارولینای شمالی در چپل هیل دریافت کرد. در آنجا، او یک بورس تحصیلی مورهد بود. او در سال ۲۰۱۲ دکترای بیوشیمی خود را از دانشگاه کالیفرنیا، سان‌فرانسیسکو تحت نظارت دایچ مولینز دریافت کرد.

## حرفه
در سال ۲۰۱۳، پُلکا به عنوان پژوهشگر در دپارتمان زیست‌شناسی سیستم‌ها در دانشکده پزشکی هاروارد مشغول به کار شد و پاملا سیلور مشاور او بود. او همچنین به عنوان محقق مهمان در موسسه وایت‌هد در ماساچوست فعالیت داشت. پُلکا تحقیقات خود را در زمینهٔ ساخت، عملکرد و کاربردهای پلیمرهای پروتئینی در باکتری‌ها، مانند سوزن‌های پروتئینی شکافنده غشاء به نام اجسام نورشکن انجام داد. کار پُلکا در زمینهٔ اجسام نورشکن در مجلهٔ آمریکایی آتلانتیک مورد بحث قرار گرفت و توسط انجمن شیمی آمریکا پوشش داده شد. پُلکا کشف کرد که کربوکسی‌زوم، یک ارگانل پروتئینی در سیانوباکتری‌ها، مانند یک کریستال رشد می‌کند تا زمانی که توسط لایه‌ای از پروتئین‌های پوسته پوشانده شود.

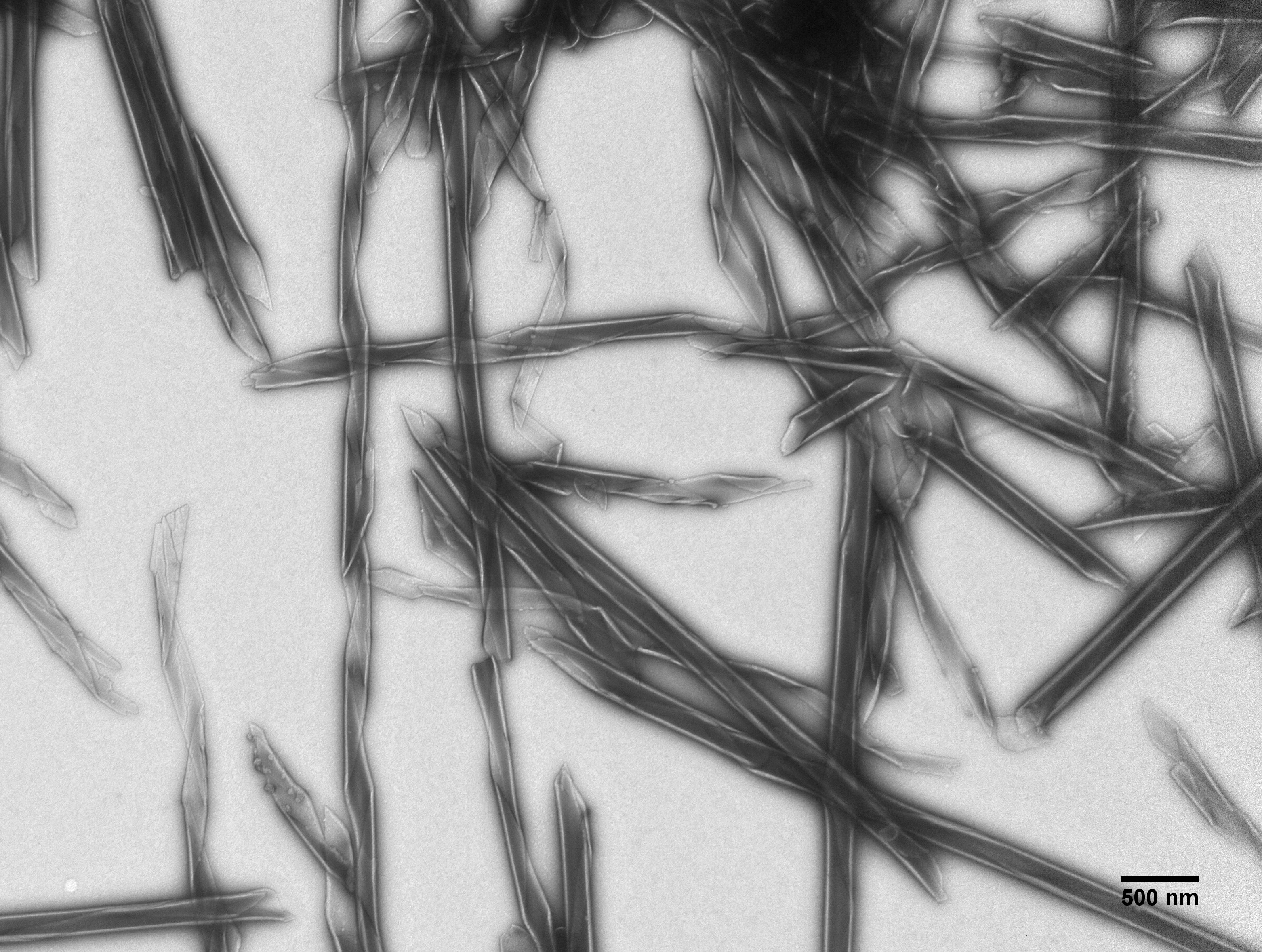
میکروگراف الکترونی منفی از اجسام نورشکن خالص در وضعیت کشیده‌شده (pH پایین)، که توسط پُلکا گرفته شده است.

پُلکا در سال‌های ۲۰۱۳ و ۲۰۱۴ رئیس مشترک کمیته COMPASS (کمیته پسادکتراها و دانشجویان) از انجمن زیست‌شناسی سلولی آمریکا بود.

### بهبود فرهنگ پژوهش
پُلکا عضو کمیته راهبری ابتکار «نجات تحقیقات زیست‌پزشکی» است، یک ابتکار برای بحث در مورد راه‌حل‌هایی برای مشکلات مطرح‌شده در مقاله آوریل ۲۰۱۴ PNAS با عنوان «نجات تحقیقات زیست‌پزشکی آمریکا از نقص‌های سیستمی آن».
پُلکا به عنوان یک فرد صاحب‌نظر در مسائل مرتبط با بازبینی همتا باز، پری‌پرینت‌ها و پیشرفت‌های شغلی در مراحل ابتدایی، شناخته می‌شود و در مقالات متعدد از نیچر و ساینس در این موضوعات نقل‌قول شده است. در سال ۲۰۱۵، پُلکا و ویویان کالیه مقاله‌ای برای ستون مشاغل در نیچر نوشتند که در آن استدلال کردند که سازمان‌های تأمین مالی باید بیشتر از ۱۶٪ از پسادکتراها را از طریق بورسیه‌ها حمایت کنند. این امر به پسادکتراها این امکان را می‌دهد که «از مسیرهای معمولی خارج شوند و ایده‌ها و رویکردهای تازه‌ای به میز بیاورند».

#### آینده تحقیقات
پُلکا یکی از سازمان‌دهندگان اولین همایش «آینده تحقیقات» در بوستون در سال ۲۰۱۴ بود. او تا زمانی که در سال ۲۰۱۶ رئیس هیئت‌مدیره شد، عضو کمیته اجرایی بود. پُلکا در ایجاد بحث میان دانشمندان در مراحل ابتدایی شغلی در مورد تأثیرات مالی، تاریخی و سیاسی بر تحقیقات علمی فعال است. آینده تحقیقات در سال ۲۰۱۵ توسط مجله ساینس به عنوان افراد سال برای تلاش‌هایشان در توانمندسازی دانشمندان در مراحل ابتدایی و دانشمندان آرزومند… جایزه دریافت کرد.

#### ASAPbio
پُلکا یکی از بنیان‌گذاران ASAPbio بود که در سال ۲۰۱۵ پس از آنکه رونالد وِیل نشان داد که دانشجویان دانشگاه کالیفرنیای سان‌فرانسیسکو زمان زیادی را برای انتشار مقاله صرف می‌کنند و پیشنهاد کرد که پری‌پرینت‌ها ممکن است این مشکل را کاهش دهند، آغاز شد. وِیل پُلکا، دانیل کولون-راموس و هارولد وارموس را جذب کرد که منجر به برگزاری اولین نشست ASAPbio در فوریه ۲۰۱۶ شد که در آن دانشمندان، نمایندگان از سازمان‌های تأمین مالی، نشریات و سرورهای پری‌پرینت حضور داشتند. این نشست که پُلکا رهبری کرد به‌طور گسترده‌ای به عنوان یک نقطه عطف در ارتباطات علمی شناخته شد. و لحظه‌ای کاتالیزوری در آنچه که به «انقلاب پری‌پرینت‌ها» در زیست‌شناسی و علم به‌طور کلی شناخته می‌شود. پُلکا پس از دریافت کمک‌هزینه از بنیاد سیمونز، بنیاد اسلون، بنیاد آرنولد و بنیاد گوردون و بتی مور، از سال ۲۰۱۶ به‌طور تمام‌وقت در ASAPbio مشغول به کار شد. در سال ۲۰۱۶، پُلکا در مجله نیچر به عنوان «عامل تغییر» توصیف شد به دلیل توضیح اینکه چگونه محققان جوان می‌توانند تأثیر کار خود را افزایش دهند. به عنوان مثال، ASAPbio در زیست‌شناسی پری‌پرینت‌ها را تشویق می‌کند. ASAPbio سعی دارد اثرات زمان‌های طولانی منتظر ماندن برای بررسی و انتشار مقالات را کاهش دهد، با پیروی از الگوی رشته‌هایی چون فیزیک، علوم کامپیوتر و ریاضیات که پیش از این پری‌پرینت‌ها را پذیرفته‌اند. او همچنین به استراتژی‌هایی برای پیشگیری از آزار جنسی در جامعه علمی علاقه‌مند است. در سال ۲۰۱۷، پلوس‌کست با پُلکا مصاحبه کرد دربارهٔ کارهایی که او در تغییر روش‌های نشر علمی انجام داده است.
از سال ۲۰۱۹، ASAPBio شروع به میزبانی پایگاه‌های داده باز کرده است تا اطلاعاتی در مورد شیوه‌های نشر علمی جمع‌آوری کند. پایگاه داده بازنگریِ دوباره‌نگرانه (ReimagineReview) سیاست‌ها و مدل‌های مختلف بازبینی همتاها در نشریات علمی را با تمرکز بر اشکال تجربی بازبینی همتاها پیگیری می‌کند. پایگاه داده ترنسپوز (Transpose) این را گسترش می‌دهد تا سیاست‌های نشریات را شامل بازبینی همتاها، همکاری در بازبینی، پری‌پرینت‌ها، مجوزها و نسخه‌بندی پوشش دهد.